# Februari 2021
Dit artikel geeft een chronologisch overzicht van de belangrijkste gebeurtenissen per dag in de maand februari van het jaar 2021.

## Gebeurtenissen

### 1 februari
- De militaire junta in Myanmar heeft de macht overgenomen. Regeringsleider Aung San Suu Kyi en een aantal van haar kabinetsleden werden opgepakt.
- In Istanboel worden bij een demonstratie van studenten van de Boğaziçi Universiteit 159 studenten opgepakt. De studentendemonstraties zijn aan de gang sinds begin januari. Aanleiding is de omstreden aanstelling van een nieuwe rector door president Erdoğan, wat door de studenten wordt gezien als een beperking van de academische vrijheid.[1]

### 2 februari
- In Hongarije arriveert de eerste lading Russische Spoetnik-V-vaccins tegen COVID-19.[2] Hongarije is tot dusver het enige EU-land dat het Russische vaccin heeft goedgekeurd en besteld.[3]

### 3 februari
- De Verenigde Staten en Rusland verlengen hun in 2010 gesloten kernwapenverdrag, het zogeheten New START-verdrag, met vijf jaar.[4]

### 4 februari
- De Nieuw-Zeelandse premier Jacinda Ardern stelt het Maori-nieuwjaar in als een officiële feestdag, die vanaf 2022 gevierd zal worden op een maandag of vrijdag.[5]

### 7 februari
- Nederland heeft voor het eerst sinds 2010 weer te maken met een sneeuwstorm.[6] (Lees verder)

### 8 februari
- De Nederlandse minister voor Rechtsbescherming Sander Dekker besluit tot een onmiddellijke stop van adopties uit het buitenland, naar aanleiding van het eindrapport van de commissie-Joustra waarin wordt geconcludeerd dat er vele ernstige misstanden bij buitenlandse adopties hebben plaatsgevonden.[7]

### 10 februari
- Het Russische parlement stelt fors hogere straffen in voor demonstreren, waaronder een tien keer zo hoge boete en eventueel dwangarbeid. Aanleiding voor de maatregel zijn de aanhoudende protesten in het land door degenen die oppositieleider Aleksej Navalny steunen.[8]

### 13 februari
- De voormalige Amerikaanse president Donald Trump wordt vrijgesproken in de tweede afzettingsprocedure die de Democraten tegen hem hadden aangespannen. Aanleiding voor de procedure was vooral de manier waarop Trump zou hebben aangezet tot de bestorming van het Capitool op 6 januari. (Lees verder)

### 15 februari
- Bij verkiezingen in Catalonië boeken zowel de linkse CUP als de uiterst rechtse Vox aanzienlijke winst. De PSC van Salvador Illa wordt met 23 procent van de 33 zetels de grootste partij.[9]

### 16 februari
- In de Indiase deelstaat Madhya Pradesh vallen meer dan 40 doden als een overbemande bus vanaf een brug in een kanaal stort.[10] Wikinieuws

### 17 februari
- Facebook blokkeert voor gebruikers in Australië de mogelijkheid om nieuws te zien en te delen. Aanleiding is een conflict tussen Facebook en de Australische regering over een nieuwe Australische wet, die maakt dat Facebook en Google moeten gaan betalen aan nieuwsmedia.[11]

### 18 februari
- Brazilië telt nu als derde land ter wereld meer dan 10 miljoen COVID-19-besmettingen, na de Verenigde Staten en India.[12]
- In een kort tijdsbestek bereiken drie interplanetaire ruimtemissies de planeet Mars. Zowel de Mars Hope van de Verenigde Arabische Emiraten[13] als de Chinese Marssonde Tianwen-1[14] worden in een baan rond de planeet gemanoeuvreerd. NASA’s rover Perseverance en marshelikopter Ingenuity bereiken met succes de oppervlakte van Mars als onderdeel van de missie Mars 2020.[15] (Lees verder)

### 19 februari
- Indonesië voert als eerste land ter wereld een verplichting tot vaccinatie tegen COVID-19 in.[16]

### 20 februari
- In Myanmar vallen twee doden bij demonstraties tegen het militaire bewind dat onlangs de macht heeft gegrepen. Een dag eerder was een andere demonstrante overleden nadat zij door de politie in haar hoofd was geschoten.[17]
- De Amerikaanse president Joe Biden roept in Texas de noodtoestand uit vanwege het extreme winterweer. Door de kou zijn er al zeker 20 doden gevallen en miljoenen huishoudens zijn zonder stroom komen te zitten.[18] Wikinieuws

### 21 februari
- In Israël worden alle stranden aan de Middellandse Zee voor onbepaalde tijd afgesloten na het aanspoelen van grote hoeveelheden teer, vermoedelijk afkomstig uit een lekkende olietanker.[19]

### 23 februari
- De Britse krant The Guardian bericht dat minstens 6500 arbeidsmigranten zijn overleden tijdens werkzaamheden voor het WK voetbal 2022 in Qatar, vanwege massale uitbuiting van werkkrachten.[20]

### 24 februari
- In Duitsland wordt een voormalige medewerker van een foltergevangenis in Damascus veroordeeld tot 4,5 jaar gevangenisstraf. Het is voor het eerst dat iemand wordt veroordeeld vanwege misdaden tegen de menselijkheid onder het regime van president Bashar al-Assad.[21]
- Ghana krijgt als eerste land ter wereld een levering COVID-19-vaccins uit COVAX, een programma van onder meer de WHO dat tot doel heeft alle landen ter wereld evenveel kans op de vaccins te bieden.[22]
- Bij rellen in gevangenissen in de Ecuadoriaanse steden Guayaquil, Cuenca en Latacunga vallen ca. 80 doden, allemaal gedetineerden. Een deel van de slachtoffers is zwaar verminkt.[23]

### 26 februari
- De Verenigde Staten voeren een luchtaanval uit op twee kampen van door Iran gesteunde milities in het oosten van Syrië, als vergelding voor een raketaanval op 15 februari in Erbil (Irak). Volgens het Syrisch Observatorium voor de Mensenrechten zijn er zeker 17 doden. Het is de eerste Amerikaanse militaire actie onder president Biden.[24] Wikinieuws
- Op een kostschool in Jangebe, een plaats in de Nigeriaanse staat Zamfara, worden meer dan 300 meisjes ontvoerd door 12 gewapende mannen die vermoedelijk deel uitmaken van een terreurbeweging. Het is de tweede grote ontvoering in het gebied binnen een week tijd.[25]

### 28 februari
- De Amerikaanse Food and Drug Administration keurt het COVID-19-vaccin van Janssen Pharmaceutica goed voor gebruik door personen vanaf 18 jaar. Het is het derde vaccin tegen COVID-19 dat in de VS op de markt komt, na Pfizer/BioNTech en Moderna.[26] Wikinieuws
- In Myanmar worden zeker zeven demonstranten doodgeschoten tijdens protesten tegen de staatsgreep door het leger begin deze maand. Het is de dodelijkste dag sinds het begin van de protesten.[27]

## Overleden
<< · januari · februari · maart · april · mei · juni · juli · augustus · september · oktober · november · december · >>